# Reinhold Gustafsson
Reinhold Gustafsson, född 23 december 1920 i Grödinge, Stockholms län, död 2013, var en svensk byggmästare.

## Biografi
Gustafsson utbildade sig till byggnadsingenjör och tog 1944 examen vid STI. Under åren 1944-1956 var han anställd som arbetsledare och arbetschef vid olika byggföretag. 1956 startade han sitt eget företag, Byggnadsfirman Reinhold Gustafsson, som började med att bygga bostadshus i Sundbyberg. Verksamheten expanderade senare till alla former av husbyggande, förutom bostäder även förvaltnings-, kontors- och industribyggnader. Bland de byggnader som uppfördes kan nämnas Vårby bryggeri, Stockholms universitets lokaler vid Frescati, Riksbankens hus, Arlanda flygplats utrikesterminal (senare kallad terminal 5) samt Berwaldhallen.
Företaget byggde upp ett omfattande innehav av fastigheter. 1968 bildades Reinhold Gustafsson Byggnads AB. 1982 börsintroducerades bolaget Reinhold Gustafsson Fastighets- och Byggnads AB på Stockholmsbörsen. Det kom att bli ett av de största fastighetsbolagen i Sverige, och 1990 värderades dess fastigheter till 10 miljarder kronor. 1988 hade Reinhold Gustafsson köpt ut företaget från börsen, och sedan börsintroducerat de två dotterbolagen Reinhold City och Reinhold Syd. Moderbolaget i koncernen hette då Reinhold AB, och var högt belånat efter utköpet från börsen 1988. Detta ledde till att koncernen hamnade i ekonomiska svårigheter i samband med finanskrisen i början av 1990-talet. 1992 gick Reinhold AB i konkurs vilket ledde till att verksamheten avvecklades och dotterbolagens tillgångar såldes ut.
Byggnadsfirman Reinhold Gustafsson kom dock att leva kvar i form av ett mindre företag inom byggnation och fastighetsförvaltning.
Gustafsson var styrelseledamot i bland annat Byggindustriförbundet och Svenska Byggentreprenörsföreningen.